# Grondwettelijk Hof (België)
Het Grondwettelijk Hof (Frans: Cour constitutionnelle, Duits: Verfassungsgerichtshof) is een bijzonder rechtscollege in België dat toeziet op de naleving van de bevoegdheidsverdeling tussen de federale Staat, de gemeenschappen en de gewesten enerzijds en de naleving van de grondrechten anderzijds. In 1980 werd het opgericht onder de naam "Arbitragehof" (Frans: Cour d'arbitrage, Duits: Schiedshof). In 2007 werd de benaming alleen in de tekst van de Grondwet gewijzigd; de wetten van 21 februari 2010 zorgden ervoor dat de naam ook in de bijzondere of gewone wetten aangepast werd.

## Geschiedenis
Na de staatshervorming van 1970 werden in België gemeenschappen en gewesten opgericht die zelf wetsbepalingen (decreten, ordonnanties, besluiten) konden uitvaardigen in die materies waarvoor zij bevoegd waren. Om te oordelen over eventuele bevoegdheidsoverschrijdingen die daarbij konden optreden, was er een instantie nodig om als "scheidsrechter" op te treden. Dit werd het Arbitragehof.
De oprichting van het Arbitragehof werd in 1980 in de Belgische Grondwet ingeschreven. Een wet van 28 juni 1983 stelde de samenstelling, de bevoegdheid en de werking ervan vast. De installatievergadering vond plaats in de senaat op 1 oktober 1984. Op 5 april 1985 sprak het zijn eerste arrest uit.
Bij de grondwetsherziening van 1988 werd de bevoegdheid van het Arbitragehof uitgebreid tot die van een grondwettelijk hof.
Op 7 mei 2007 werd de naam in die zin gewijzigd in Grondwettelijk Hof. Deze naam heeft als voordeel dat hij beter aansluit bij de functie van het Hof en de verwarring met arbitrage als middel van geschillenbeslechting in het privaatrecht uitsluit.

## Bevoegdheid en werking
Het Grondwettelijk Hof heeft de bevoegdheid om wetsbepalingen van wetskrachtige akten nietig te verklaren indien die strijdig zijn met de grondwettelijke bevoegdheidsverdeling: zo werd bv. de zgn. Turteltaks vernietigd wegens bevoegdheidsoverschrijding door het Vlaams Gewest. Zo'n vernietiging gebeurt met terugwerkende kracht, dit wil zeggen dat die bepaling dan wordt geacht nooit te hebben bestaan.
Sinds 1988 kan het Hof ook oordelen of de wetsbepalingen bepaalde principes uit de Grondwet schenden. Het gaat daarbij over het gelijkheidsbeginsel, het verbod tot discriminatie, verschillende rechten en vrijheden (inzake onderwijs, privacy, arbeid, huisvesting, de vrijheid van meningsuiting ("vrijheid van drukpers"), ...), over wie belastingen mag invoeren en over de bescherming van vreemdelingen in België. Deze zijn te vinden in titel II van de Grondwet en de artikelen 143 paragraaf 1, 170, 172 en 191. Daarnaast kan het Hof ook toetsen aan algemene rechtsbeginselen met grondwettelijke waarde zoals aan internationaalrechtelijke beginselen (bijvoorbeeld de rechten van verdediging), het lex-certabeginsel, het rechtszekerheidsbeginsel ...
Een beroep tot vernietiging van een wetsbepaling kan bij het Grondwettelijk Hof ingediend worden door:
- de federale regering
- de regeringen van de gemeenschappen en gewesten;
- de voorzitters van alle wetgevende vergaderingen, op verzoek van twee derden van hun leden;
- iedere natuurlijke of rechtspersoon. Zij moeten echter wel aantonen dat zij persoonlijk en rechtstreeks nadeel ondervinden van de aangevochten bepaling.

Daarnaast kunnen alle rechtscolleges een prejudiciële vraag stellen aan het Grondwettelijk Hof als zij een probleem hebben met betrekking tot de schending van bevoegdheidsverdelende regels of fundamentele rechten. Zij moeten dan de uitspraak van het Hof afwachten alvorens zelf een uitspraak te doen in de concrete zaak die aanleiding gaf tot de vraag. Deze prejudiciële vragen kunnen zelfs betrekking hebben op vaste rechtspraak van het Hof van Cassatie die al dan niet in strijd zou zijn met bijvoorbeeld het gelijkheidsbeginsel.
Het Hof heeft ook twee atypische bevoegdheden. Enerzijds onderzoekt het of de vraag die door een gewestelijke volksraadpleging wordt gesteld, gelezen kan worden naast de grondwet, waarbij de vraag wordt gesteld of de bevoegdheidsverdelende regels en proceduregels correct werden nageleefd. Deze bevoegdheid wordt aangeduid als het juridisch vooronderzoek waarbij het Hof niet de opportuniteit, maar de juridische correctheid van de vraagstelling in overweging neemt. Anderzijds treedt het Hof op als beroepsinstantie bij de beroepen tegen de beslissing van de Kamer van volksvertegenwoordigers tot sanctionering van een lid van de Kamer waartoe diens misbruik van bepaalde verkiezingsuitgaven als aanleiding diende.

## Bekende arresten
- Arrest Lanaken (1991)

## Huisvesting
Sinds het najaar van 1993 is het hof gehuisvest in zijn huidige locatie in het Hotel Coudenberg aan het Koningsplein te Brussel, naast de kerk Sint-Jacob-op-Koudenberg, aan de achterzijde vlak aan het Koninklijk Paleis van Brussel.

## Samenstelling
Het Grondwettelijk Hof bestaat uit twaalf rechters, die voor het leven benoemd zijn: zes van de Nederlandse en zes van de Franse taalgroep. Deze worden benoemd door de Koning uit een lijst met twee kandidaten, beurtelings door de Kamer van volksvertegenwoordigers en de Senaat voorgedragen met een meerderheid van minstens twee derden van de stemmen van de aanwezige leden. Zes van de rechters zijn oud-parlementsleden (politici), de andere zes zijn juristen (hoogleraar of (buiten)gewoon hoogleraar in de rechten aan een Belgische universiteit, raadsheer uit het Hof van Cassatie, lid van het openbaar ministerie bij het Hof van Cassatie, staatsraad, lid van het auditoraat bij de Raad van State of referendaris bij het Grondwettelijk Hof). De vereiste van een bepaald aantal rechters met een politieke achtergrond kwam er uit de destijdse angst voor een gouvernement des juges.
Dit is de huidige inrichting van het Grondwettelijk Hof:

### Rechters
| Rechter             | Categorie  | Taalgroep  | Voorgedragen door   | Begin mandaat     | Opmerkingen                                                      |
| ------------------- | ---------- | ---------- | ------------------- | ----------------- | ---------------------------------------------------------------- |
| Luc Lavrysen        | Magistraat | Nederlands | Agalev/Groen!/Groen | 19 januari 2001   | Voorzitter van de Nederlandse taalgroep sinds 25 september 2020. |
| Yasmine Kherbache   | Politicus  | Nederlands | sp.a/Vooruit        | 17 december 2019  |                                                                  |
| Sabine de Bethune   | Politicus  | Nederlands | CD&V                | 22 juni 2021      |                                                                  |
| Fientje Moerman     | Politicus  | Nederlands | Open Vld            | 18 maart 2018     |                                                                  |
| Emmanuelle Bribosia | Magistraat | Frans      | PS                  | 29 oktober 2021   |                                                                  |
| Kattrin Jadin       | Politicus  | Duits      | MR                  | 26 september 2022 |                                                                  |
| Pierre Nihoul       | Magistraat | Frans      | cdH                 | 18 april 2010     | Voorzitter van de Franse taalgroep sinds 15 september 2021.      |
| Thierry Giet        | Politicus  | Frans      | PS                  | 21 juni 2013      |                                                                  |
| Michel Pâques       | Magistraat | Frans      | onbekend            | 9 september 2018  |                                                                  |
| Danny Pieters       | Magistraat | Nederlands | N-VA                | 13 januari 2021   |                                                                  |
| Willem Verrijdt     | Magistraat | Nederlands | N-VA                | 21 maart 2022     |                                                                  |
| Magali Plovie       | Politicus  | Frans      | Ecolo               | 11 september 2023 |                                                                  |

De Nederlandse taalgroep heeft met de aanstelling van drie vrouwen in de afgelopen twaalf jaar het genderevenwicht onder de rechters hersteld, in overeenstemming met het advies van de Raad van Europa om rechterlijke onafhankelijkheid en onpartijdigheid te bevorderen. 

### Griffiers

#### Nederlandse taalgroep
- Frank Meersschaut

#### Franse taalgroep
- Nicolas Dupont

### Emeriti en ereleden (rechters)
| Rechter                  | Categorie  | Taalgroep  | Voorgedragen door | Begin mandaat     | Einde mandaat     | Opmerkingen |
| ------------------------ | ---------- | ---------- | ----------------- | ----------------- | ----------------- | --- |
| Jan Delva                | Magistraat | Nederlands | CVP               | 10 september 1984 | 27 januari 1993   | Voorzitter van de Nederlandse taalgroep van 3 oktober 1984 tot 27 januari 1993.                                              |
| Willy Calewaert          | Politicus  | Nederlands | SP                | 10 september 1984 | 30 oktober 1986   | |
| Fernand Debaedts         | Magistraat | Nederlands | CVP               | 10 september 1984 | 6 augustus 1993   | Voorzitter van de Nederlandse taalgroep van 2 februari tot 6 augustus 1993.                                                  |
| Louis De Grève           | Politicus  | Nederlands | PVV/VLD           | 10 september 1984 | 16 oktober 1999   | Voorzitter van de Nederlandse taalgroep van 14 september 1993 tot 16 oktober 1999.                                           |
| Karel Blanckaert         | Politicus  | Nederlands | CVP               | 10 september 1984 | 31 augustus 1994  | |
| Louis-Paul Suetens       | Magistraat | Nederlands | CVP               | 10 september 1984 | 2 september 1996  | Overleden in functie. |
| Henri Boel               | Politicus  | Nederlands | SP                | 24 november 1986  | 4 september 2001  | Voorzitter van de Nederlandse taalgroep van 14 maart tot 4 september 2001.                                                   |
| Georges De Baets         | Magistraat | Nederlands | CVP               | 15 januari 1993   | 13 maart 2001     | Voorzitter van de Nederlandse taalgroep van 17 oktober 1999 tot 13 maart 2001.                                               |
| Henri Coremans           | Magistraat | Nederlands | SP                | 10 december 1993  | 31 oktober 2000   | |
| Alex Arts                | Politicus  | Nederlands | CVP/CD&V          | 14 november 1994  | 8 oktober 2007    | Voorzitter van de Nederlandse taalgroep van 5 september 2001 tot 8 oktober 2007.                                             |
| Marc Bossuyt             | Magistraat | Nederlands | VLD/Open Vld      | 28 januari 1997   | 8 januari 2014    | Voorzitter van de Nederlandse taalgroep van 9 januari 2007 tot 8 januari 2014.                                               |
| Etienne de Groot         | Politicus  | Nederlands | VLD/Open Vld      | 17 december 1999  | 16 februari 2018  | Voorzitter van de Nederlandse taalgroep van 1 februari 2016 tot 16 februari 2018.                                            |
| André Alen               | Magistraat | Nederlands | CVP/CD&V          | 16 maart 2001     | 24 september 2020 | Voorzitter van de Nederlandse taalgroep van 9 januari 2014 tot 31 januari 2016 en van 17 januari 2018 tot 24 september 2020. |
| Erik Derycke             | Politicus  | Nederlands | SP/sp.a           | 5 september 2001  | 27 oktober 2019   | |
| Trees Merckx-Van Goey    | Politicus  | Nederlands | CD&V              | 17 december 2007  | 17 juni 2021      | |
| Riet Leysen              | Magistraat | Nederlands | N-VA              | 23 januari 2014   | 14 maart 2022     | |
| Étienne Gutt             | Magistraat | Frans      | PRL               | 10 september 1984 | 30 september 1989 | Voorzitter van de Franse taalgroep van 3 oktober 1984 tot 30 september 1989.                                                 |
| Jean Sarot               | Magistraat | Frans      | PS                | 10 september 1984 | 31 december 1990  | Voorzitter van de Franse taalgroep van 28 november 1989 tot 31 december 1990.                                                |
| Irène Pétry              | Politicus  | Frans      | PS                | 10 september 1984 | 19 juni 1992      | Voorzitter van de Franse taalgroep van 14 januari 1991 tot 19 juni 1992.                                                     |
| Jacques Wathelet         | Politicus  | Frans      | PRL               | 10 september 1984 | 18 november 1992  | Voorzitter van de Franse taalgroep van 31 juli tot 18 november 1992.                                                         |
| Dieudonné André          | Politicus  | Frans      | PSC               | 10 september 1984 | 7 maart 1993      | Voorzitter van de Franse taalgroep van 22 december 1992 tot 7 maart 1993.                                                    |
| Michel Melchior          | Magistraat | Frans      | PS                | 10 september 1984 | 4 december 2010   | Voorzitter van de Franse taalgroep van 1 april 1993 tot 17 augustus 2009 en van 29 maart tot 4 december 2010.                |
| Lucien François          | Magistraat | Frans      | PRL/MR            | 22 november 1989  | 26 maart 2004     | |
| Paul Martens             | Magistraat | Frans      | PS                | 24 december 1990  | 28 maart 2010     | Voorzitter van de Franse taalgroep van 18 augustus 2009 tot 28 maart 2010.                                                   |
| Yves de Wasseige         | Politicus  | Frans      | PS                | 26 juli 1992      | 14 december 1994  | |
| Janine Delruelle-Ghobert | Politicus  | Frans      | PRL               | 21 december 1992  | 24 april 2001     | |
| Etienne Cerexhe          | Politicus  | Frans      | PSC               | 1 december 1993   | 18 april 2001     | |
| Roger Henneuse           | Politicus  | Frans      | PS                | 6 januari 1995    | 18 juni 2013      | Voorzitter van de Franse taalgroep van 5 december 2010 tot 18 juni 2013.                                                     |
| Jean-Paul Snappe         | Politicus  | Frans      | Ecolo             | 16 mei 2001       | 31 oktober 2019   | |
| Jean Spreutels           | Magistraat | Frans      | MR                | 25 april 2004     | 31 augustus 2018  | Voorzitter van de Franse taalgroep van 19 juni 2013 tot 31 augustus 2018.                                                    |
| François Daoût           | Magistraat | Frans      | PS                | 6 januari 2011    | 14 september 2021 | Voorzitter van de Franse taalgroep van 1 september 2018 tot 14 september 2021.                                               |
| Jean-Paul Moerman        | Politicus  | Frans      | PRL/MR            | 16 mei 2001       | 13 augustus 2022  | |
| Thierry Detienne         | Politicus  | Frans      | Ecolo             | 12 juli 2020      | 31 juli 2023      | |

Nationaal recht